# Hélène Cixous
Hélène Cixous (sinh ngày 5 tháng 6 năm 1937) là một tác giả có hai quốc tịch Algérie và Pháp. Bà là một người Do Thái. Bà được biết đến vì tham gia vào phong trào nữ quyền tại Pháp. Mồ côi cha từ nhỏ, gia đình bà phải đi qua sự rối loạn của tha hóa không chỉ ở Algeria mà còn ở Paris. Luôn luôn quan tâm đến chuyện dạy học, bà đã đạt được một bằng tốt nghiệp dạy học về văn hóa tiếng Anh và đã làm việc trong một số trường đại học uy tín tại Pháp. Những tác phẩm được hoàn thành của bà thể hiện ảnh hưởng lớn từ nhà văn người Anh-Ireland James Joyce về ý tưởng và tác phẩm, nhà phân tâm học nổi tiếng Sigmund Freud và người hướng dẫn Jacques Derrida. Ban đầu, tổng quát hơn về mặt phong cách, các tác phẩm của Cixous mang tính chất nữ quyền đang phát triển cho đến cuối thập niên 1960. Bà năng nổ tham gia cách mạng của sinh viên tại Pháp và đã thành lập một trường đại học có tên là Đại học Paris III. Ở trường đại học này, tác giả có tầm nhìn này giới thiệu chương trình học tiến sĩ đầu tiên nói về phụ nữ trong lịch sử châu Âu. Cixous là tác giả của 6 tập tiểu luận, 23 cuốn sách về thơ cũng như một số bài viết và vở kịch được đón nhận. Tác giả này nhận được vô số giải thưởng bao gồm Légion d’Honneur của Pháp, Huân chương Thập giá phương Nam của Brazil. Những tổ chức nổi tiếng trên thế giới, như Đại học Georgetown và Đại học Wisconsin, cùng với một số tổ chức khác, đã trao bằng tiến sĩ danh dự cho bà.

## Tuổi thơ và cuộc sống đầu đời[1]
Hélène Cixous sinh ngày 5 tháng 6 năm 1937, là con gái của bác sĩ người Pháp Georges Cixous và người vợ có gốc gác Áo-Đức của ông là Eve, tại Oran, một thành phố trong Algeria thuộc địa thuộc Pháp. Khi Hélène mới chỉ 11 tuổi, Georges đã qua đời vì bệnh lao, trớ trêu thay đó lại là chủ đề ông nghiên cứu. Để có thể chống đỡ cho gia đình, bao gồm Hélène còn nhỏ tuổi và người anh Pierre, Eve bắt đầu làm việc như một nữ hộ sinh tại Algeria. Vào năm 1955, Hélène tham gia Lycée Lakanal, một trường học tại Paris, để có thể chuẩn bị cho các bài thi đầu vào trường đại học. Năm tiếp theo, cô gái trẻ bắt đầu chuẩn bị cho agrégation, bài kiểm tra xem có đủ điều kiện không mà giáo viên đưa ra tại Pháp.

## Sự nghiệp[1]

### Thập niên 1960
Cixous bắt đầu dạy học tại một thị trấn Pháp tại Arcachon, vào năm 1959. Vào năm tiếp theo, bà gặp Jean-Jacques Mayoux người đã giúp bà đưa luận án của bà đến với nhà văn người Anh James Joyce. 2 năm tiếp theo, vào năm 1962, tác giả tài năng bắt đầu làm việc tại Đại học Bordeaux như là một giáo viên trợ giảng. Cùng năm đó, bà trở thành người quen của Jacques Derrida, người đã giúp bà hiểu hơn về Joyce. Cixous đến Hoa Kỳ vào năm 1963, khi bà học các tác phẩm của Joyce, làm việc cùng với nhà lý thuyết phân tâm học Jacques Lacan. Sau hai năm nghiên cứu về Joyce, bà trở lại Pháp và gây dấu ấn với vai trò giáo viên trợ giảng tại Đại học Sorbonne. Vào năm 1967, Le Prénom du Dieu (Tên của Chúa), tác phẩm mang tính giả tưởng của Cixous, được xuất bản. Sau sự thành công của cuốn sách, tác giả xuất chúng tạo ấn tượng như một giáo sư , mà không có bằng tiến sĩ, tại Đại học Nanterre. Edgar Faure, Bộ trưởng Bộ Giáo dục Pháp, đã giao trách nhiệm cho bà thành lập Đại học Paris III, vào năm 1968. Trường đại học mang tính chất thử nghiệm dạy các lĩnh vực không bình thường như quy hoạch đô thị, phân tâm học, địa chính trị học, và giáo dục giới tính. Cùng năm đó, bà bắt đầu cho phát hành tạp chí Poétique với sự giúp đỡ của học giả người Pháp Tzvetan Todorov và Gérard Genette. Bà cũng cho xuất bản luận án của bà mang tên L'Exil de James Joyce ou l'Art du remplacement (Sự Tha hương của James Joyce, hay Nghệ thuật Dịch chuyển) cũng vào năm 1968. Vào năm 1969, Cixous xuất bản tác phẩm giả tưởng thứ hai có tên Dedans (Bên trong), dựa trên cái chết của cha mình.

### Thập niên 1970
Tác giả nữ quyền xuất bản một tập tiểu luận có tên là Prénoms de personne vào năm 1974. Tác phẩm bao gồm các tác phẩm của các nhà phân tâm học nổi tiếng và các tác giả nổi tiếng như Sigmund Freud, Edgar Allan Poe và James Joyce. Vào năm 1975, Cixous cho xuất bản Portrait de Dora nhận được lời khen từ giới bình luận. Có ý nghĩa về mặt sân khấu, nó được trình diễn một cách thành công tại Théâtre d’Orsay trong gần 1 năm. Cùng trong năm đó, các tác phẩm của bà càng ngày càng trở nên nữ quyền hơn về phong cách và Le Rire de la Méduse (Tiếng cười lớn của Medusa) được xuất bản. Trong các năm 1976-1979, bà xuất bản các tác phẩm La Jeune Née, La Venue à l'écriture, Révolutions pour plus d'un Faust, Ananké, và Le Nom d'Oedipe. Chant du corps interdi.

### Thập niên 1980
Trong thập niên này, Cixous đã xuất bản các tác phẩm:
- With ou l'Art de l'innocence
- Le Livre de Promethea
- La Prise de l'école de Madhubaï
- L'Heure de Clarice Lispector

### Thập niên 1990
Các tác phẩm mà bà đã xuất bản bao gồm:
- Jours de l'an
- Beethoven à jamais, ou l'éxistence de Dieu
- Osnabrück
- L'Histoire (qu'on ne connaîtra jamais)
- On ne part pas, on ne revient pas
- Photos de racines

### Thập niên 2000
Cixous đã viết các tác phẩm:
- Tours promises
- Double Oubli de l'Orang-Outang
- Cigüe
- Les Naufragés du Fol Espoi
- Le Voisin de zéro: Sam Beckett

Ngoài ra, bà cũng viết tác phẩm Portrait de Jacques Derrida en Jeune Saint Juif, tập trung vào các tác phẩm của người hướng dẫn bà Jacques Derrida.

## Điểm nhấn chính[1]
- Trong tất cả các tác phẩm giả tưởng, vở kịch và tiểu luận với trung tâm là nữ quyền, Cixous được biết đến nhiều nhất bởi tác phẩm Le Rire de la Méduse, được viết vào năm 1975. Tác phẩm được dịch từ tiếng Pháp sang tiếng Anh vào năm sau đó, bởi Keith Cohen và Paula Cohen trên Signs, một tạp chí Hoa Kỳ nói về nữ quyền. Cuốn sách đã sử dụng sự hùng biện của ám chỉ để nói về nữ quyền và việc chấp nhận lưỡng tính.

## Thành tựu và giải thưởng[1]
- Cixous được khen ngợi với giải thưởng về văn học của Pháp Prix Médicis, cho tác phẩm Dedans vào năm 1969.
- Năm 1989, bà được vinh danh với Huân chương Thập giá phương Nam của Brazil cho những nghiên cứu mở rộng của bà về các tác phẩm của nhà văn Nga-Brazil Clarice Lispector cũng như các tác phẩm của chính bà.
- Cixous được trao giải thưởng Légion d’Honneur, một trong những huân chương cao quý nhất của Pháp, vào năm 1994, bởi Tổng thống thứ 21 của Pháp François Mitterrand.
- Bà được trao bằng tiến sĩ danh dự bởi một số tổ chức được quý trọng như Queen’s University, Đại học Georgetown ở Washington, DC; Đại học Wisconsin và Đại học Northwestern ở Chicago.

## Đời tư và di sản[1]
- Vào năm 1955, Cixous kết hôn với Guy Berger, một giáo viên triết học. Cả hai có một người con gái tên Anne-Emmanuelle vào năm 1957 và một người con trai tên Stéphane 3 năm sau đó. Stéphane đã qua đời khi còn là một trẻ sơ sinh và năm sau, một người con trai khác tên Pierre-François, được sinh ra.Cặp vợ chồng ly hôn vào năm 1964 sau 9 năm của cuộc hôn nhân.
- Vào năm 2000, Cixous đã gửi tất cả các tác phẩm của mình cho Bibliothèque nationale de France và thư viện của Pháp này đã đưa ra một sự sắp xếp cho các tác phẩm của bà. Năm tiếp theo, bộ sưu tập khác của các tác phẩm của bà đã được trình bày tại Brouillons d'écrivains, một cuộc triển lãm văn học được tổ chức tại thư viện.

## Thông tin khác[1]
Cixous cùng với những nhà tư tưởng hiện đại của Pháp Julia Kristeva và Luce Irigaray, được biết đến là mẹ đẻ của lý thuyết nữ quyền cấu trúc nổi tiếng.